# Hiiumaa (megye)
Hiiu megye (észtül Hiiu maakond vagy Hiiumaa) Észtország 15 megyéjének egyike. Mind területét, mind pedig népességét tekintve az ország legkisebb megyéje. Területe Hiiumaa szigetére, illetve néhány környező apróbb szigetre terjed ki. Kelet felől Lääne, míg dél felől Saare megyék határosak vele. 2013 januárjában 8394 ember élt a területen, ami az ország teljes lakosságának mindössze 0,6%-a.

## Földrajz, megközelítés

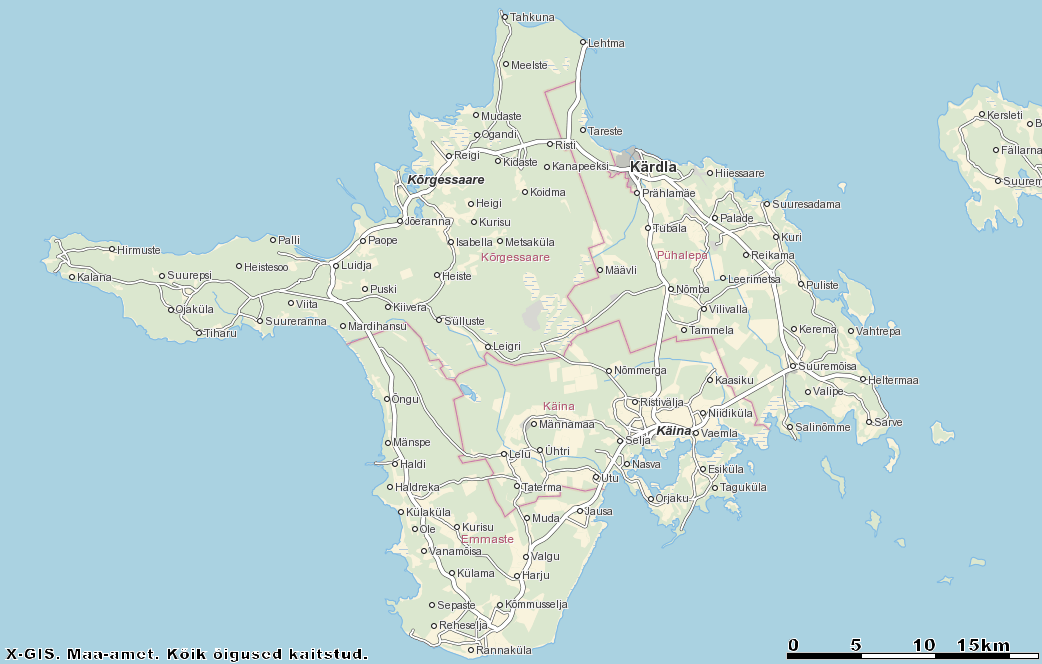
Hiiumaa térképe

A szigetet kizárólag a tengeren vagy levegőben lehet megközelíteni, híd nem köti össze a szárazfölddel. A Kärdlai repülőtérről az Avies nevű légitársaság üzemeltet menetrend-szerinti kisgépes járatokat a fővárosba, a Tallinni repülőtérre.

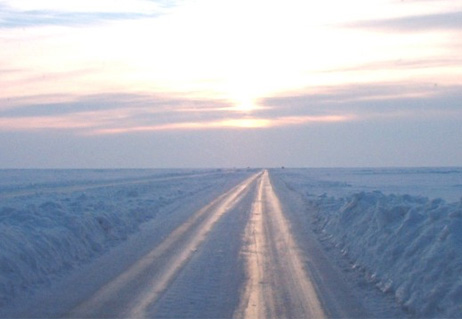
A szárazföldi Rohuküla és a Hiiumaán található Heltermaa közötti jégút a Balti-tenger jegén 2003-ban

Telente, amennyiben a tenger a sziget és a szárazföld között a teljes szakaszon legalább 22 centiméter vastagon befagy, akkor az észt közlekedési hatóság kialakít egy jégutat a szárazföldi Rohuküla és a Hiiumaán található Heltermaa között. Ez a nagyjából 26,5 kilométeres nyílt tengeri út Európa leghosszabb jégútja, amin kizárólag a speciális biztonsági előírások betartásával lehet közlekedni, elkerülendő a jég beszakadását.
Nyáron ugyanezen a szakaszon komp közlekedik, aminek a menetideje mintegy 90 perc.
Délre, a szomszédos Saaremaa szigete felé szintén szokott vezetni egy kb. 14,5 kilométeres jégút Tärkma (Hiiumaa) és Triigi (Saaremaa) között, amennyiben azt a téli időjárás megengedi.

## Történelem

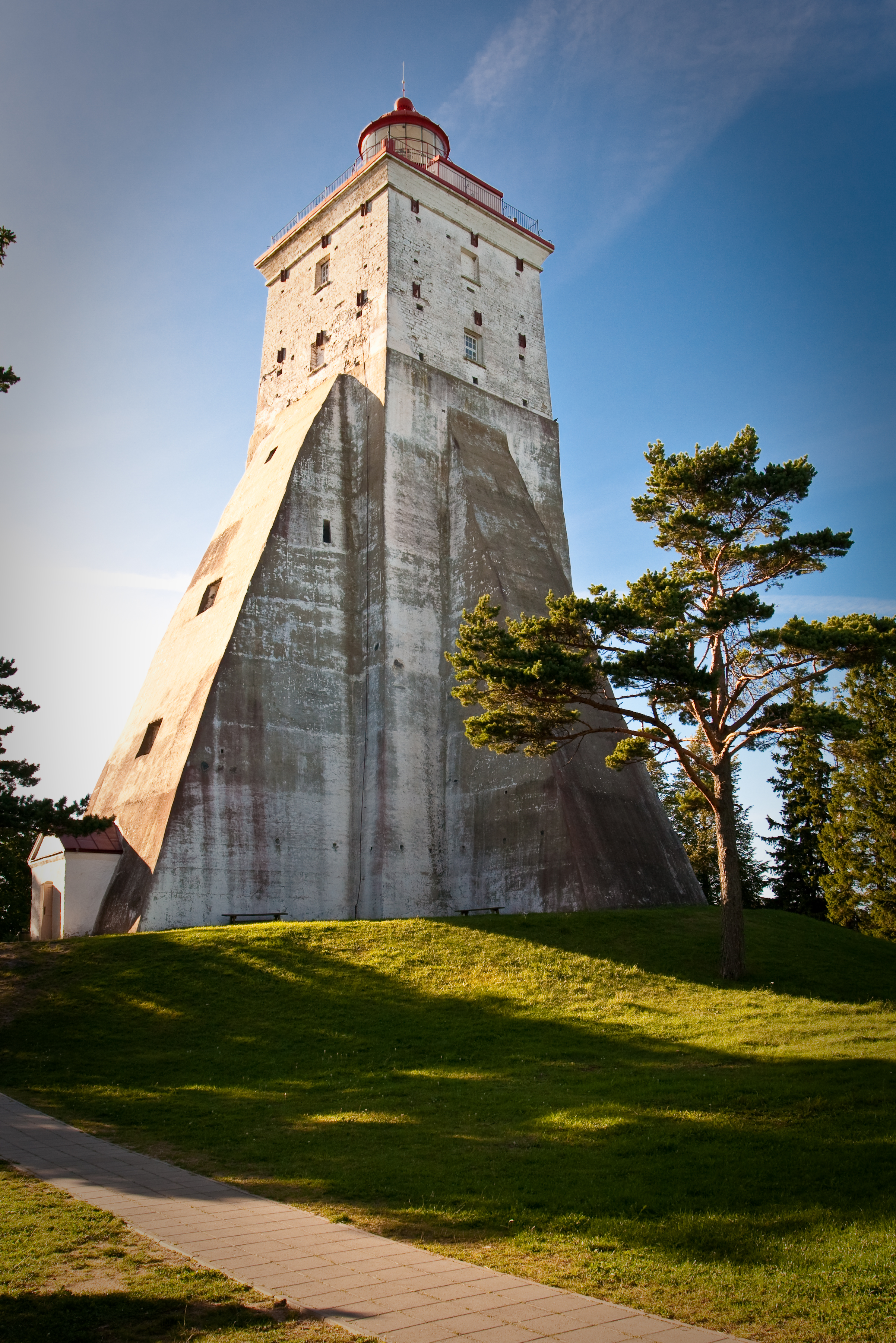
A kõpui világítótorony

Hiiu megye területe már legalább ötezer éve lakott lehet. A Kõpu-félszigeten több középső kőkorszakból származó fókavadász szállás maradványait sikerült feltárni, illetve több vaskori temető is igen jó állapotban maradt fenn.
A legkorábbról fellelhető írásos említés Hiiumaa szigetéről 1228-ban született, amiben Dageida néven emlegették. 1254-ben a szigetet felosztották a Livóniai lovagrend és az Ösel-Wieki püspökség között a Német Lovagrenden belül. A Német Lovagrend államának 1525-ös bukását követően a Livóniai Konföderáció része lett, mígnem 1563-ban Svédország annektálta Észak-Észtország többi részével együtt.
1710-ben a nagy északi háború során az Orosz Cárság szállta meg. A háborút lezáró Nystadi béke értelmében ténylegesen is az Orosz Birodalom (ami ebben az évben vette fel a „birodalom” elnevezést) része lett Svédország összes többi észak-észtországi területével együtt.
Az I. világháború során a német hadsereg 1917-ben megszállta a szigetet. 1918-ban a történelme során először függetlenné vált Észtország része lett 1940-ig, amikor az országot elfoglalta és annektálta a Szovjetunió. Észtország 1991-es újbóli függetlenedésével a terület újra Észtország része lett.
A Hanza-szövetség követelésére Kõpu mellett 1531-ben építettek egy világítótornyot a környékbeli navigálás megkönnyítésére, ami azóta is megszakítás nélkül üzemel. A kõpui világítótorony (vagy dagerorti világítótorony) a világ harmadik legrégebb óta folyamatosan működő világítótornya, fénye mintegy 26 tengeri mérföldnyire látszik el. Az épület egyben a sziget és a megye egyik nevezetessége és egyben szimbóluma is.

## Népesség
A megye népessége az elmúlt években az alábbi módon változott:
| Lakosok száma | 8589 | 8582 | 9348 | 9335 | 9387 | 9315 | 9381 | 8497 | 8474 | 8418 |
|               | 2014 | 2015 | 2016 | 2017 | 2018 | 2020 | 2021 | 2022 | 2023 | 2024 |

## Közigazgatás

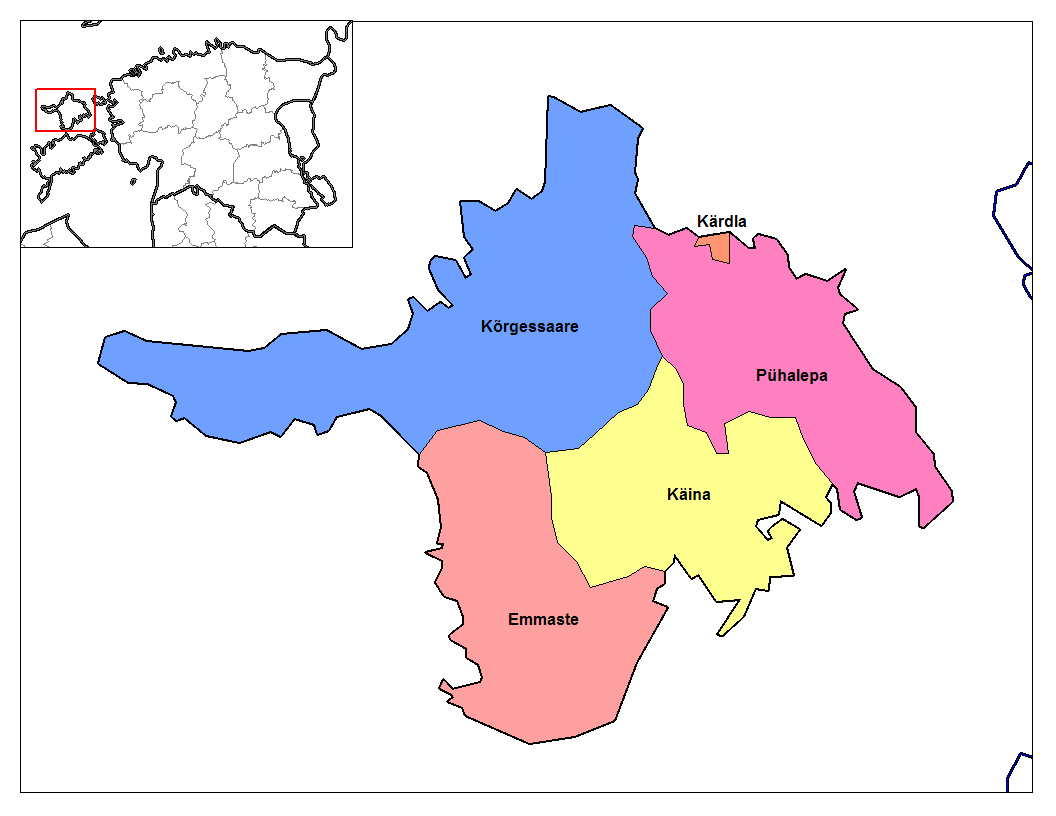
Községek Hiiumaa megyében

A megye területén jelenleg négy község (észtül: vald) osztozik: Emmaste, Hiiu, Käina és Pühalepa.
A megye fővárosa, Kärdla 2013-ig külön közigazgatási egységet alkotott, azóta pedig Hiiu kommuna része.

## Külső hivatkozások
- Hiiumaa megye hivatalos honlapja Archiválva 2014. szeptember 20-i dátummal a Wayback Machine-ben (észtül)
- Hiiumaa.ee – Hiiumaa portál